# Quarta battaglia dell'Isonzo
La Quarta battaglia dell'Isonzo fu combattuta tra il 10 novembre e il 5 dicembre 1915 tra gli eserciti italiano e austro-ungarico.
A differenza delle tre battaglie precedenti (a giugno, luglio e ottobre) questa durò poco di più e può per molti versi considerarsi la continuazione dell'offensiva precedente.

## Obiettivi
La gran parte dei combattimenti si concentrò sulla direttrice per Gorizia e sul Carso, ma la spinta fu distribuita lungo tutta la linea del fiume Isonzo: il Comando supremo militare italiano infatti intendeva conquistare Podgora, Oslavia, il Monte Sei Busi e il Monte San Michele, rinunciando al Monte Sabotino definito "imprendibile".

## Battaglie
Gli italiani conquistarono quota 111, ma non riuscirono ad andare oltre. Sul Monte San Michele ottennero quota 3 e quota 4 e riuscirono a conquistare Oslavia che ormai era ridotta ad un cumulo di macerie.

### Monte San Michele e Monte Sei Busi
Il Comando Supremo italiano dava molta importanza tattica alla conquista dei trinceramenti austriaci delle "Frasche" e dei "Razzi", perno del sistema difensivo nemico che andava dal Monte San Michele al Monte Sei Busi. L'occupazione di tali posizioni avrebbe permesso di dominare dall'alto la conca di Doberdò. I ripetuti assalti portati avanti per quindici giorni dai reggimenti della Brigata Siena e poi dal I° Reggimento bis Bersaglieri si rivelarono vani e le perdite rilevanti. La Brigata Sassari diede loro il cambio il 10 novembre. La trincea delle "Frasche" era stata conquistata e persa varie volte, ma sempre gli austriaci riuscivano a riprenderla e a tenerla saldamente.
Dopo le vittorie nel trincerone di Bosco Cappuccio, poi a Bosco Lancia e Bosco Triangolare ottenute tra la fine di luglio e i primi di agosto, il Comando Supremo, dal quale dipendeva il Gruppo comando supremo aereo, contava sui fanti della "Sassari", chiamandoli nuovamente a dare prova di resistenza e coraggio.
L'attacco ai trinceramenti delle "Frasche" ebbe inizio il 10 novembre, con condizioni atmosferiche sfavorevoli e sotto il continuo bombardamento austriaco. I primi assalti si infransero sugli sbarramenti dei reticolati difesi da nidi di mitragliatrici con ingenti perdite. L'impresa sembrava impossibile. Nel pomeriggio del 13 novembre, preceduto da un intenso bombardamento di preparazione e dopo aver creato dei varchi nel filospinato, il 151º Reggimento - rinforzato dal 3º battaglione del 152° - lanciò un decisivo assalto alla baionetta, riuscendo ad occupare i trinceramenti e a tenerli saldamente in mano durante il susseguirsi delle controffensive austriache, sotto il fuoco delle artiglierie che bombardavano le posizioni italiane d'infilata. All'alba del giorno dopo fu la trincea dei "Razzi" ad essere conquistata dal 152º Reggimento
comandato dal maggiore Francesco Dessì Fulgeri, ideatore del piano.
A nulla valsero le ripetute controffensive austriache e i violenti bombardamenti: le posizioni conquistate furono consolidate e sempre tenute. Con l'arrivo in linea di due battaglioni della Brigata Macerata (121° - 122°), e poi con due della Brigata Cremona (21° - 22°), il 17 novembre la "Sassari" lasciò il fronte per un breve riposo lontano dalla prima linea. 
Il 19 novembre il Cap. Guido Tacchini, il ten. Domenico Bolognesi, il cap. Maffeo Scarpis ed il Ten. Francesco Baracca con i Nieuport 10 dell'8ª Squadriglia da ricognizione e combattimento fanno precipitare un Albatros B.I nelle linee nemiche.
Il 12 dicembre ritornò sui trinceramenti delle "Frasche" e dei "Razzi"; tre giorni dopo il suo comandante generale Gabriele Berardi fu colpito mortalmente da una scheggia di granata alla coscia. Per le valorose azioni condotte sul fronte isontino al comando della "Sassari" fu insignito della medaglia d'oro al valore militare.

#### Citazioni nel Bollettino di guerra

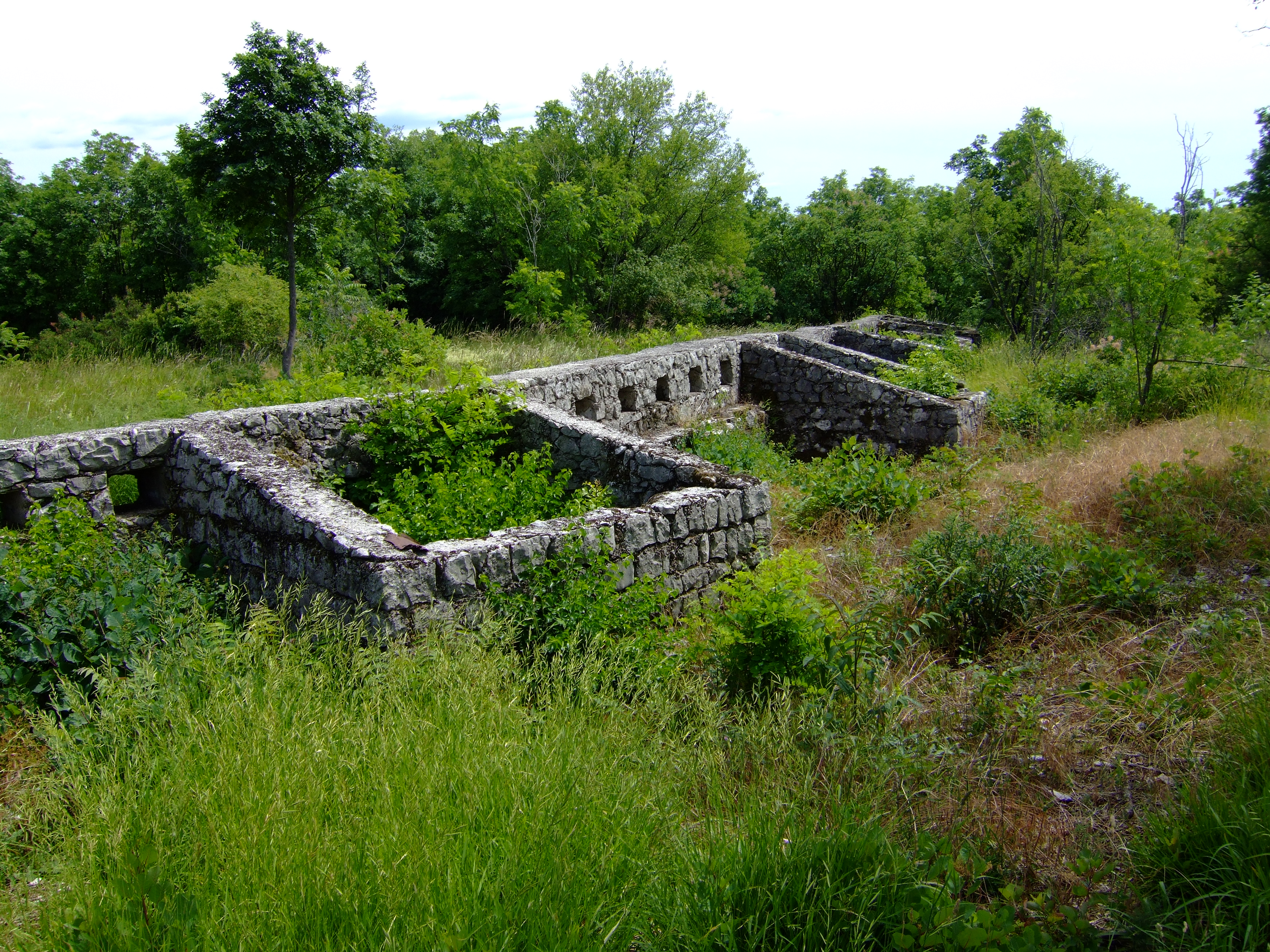
Trincea delle "Frasche", San Martino del Carso.

Già il giorno del 14 novembre il Comando Supremo - nel Bollettino di guerra - menzionava la conquista dei trinceramenti delle "Frasche" da parte della "Sassari"; la citazione si ripeteva anche il giorno dopo citando nel bollettino la caduta della trincea dei "Razzi": 
(Generale Luigi Cadorna, Bollettino di guerra n 173 del 15 novembre 1915, ore 18:00)

### Bombardamento di Gorizia
Il 17 novembre venne dato ordine di bombardare Gorizia, considerata un centro strategico per i rifornimenti austro-ungarici: dopo aver avvisato i cittadini sganciando volantini sulla città, gli italiani distrussero quasi completamente la città. Era la prima volta che veniva distrutta con un bombardamento una città abitata.

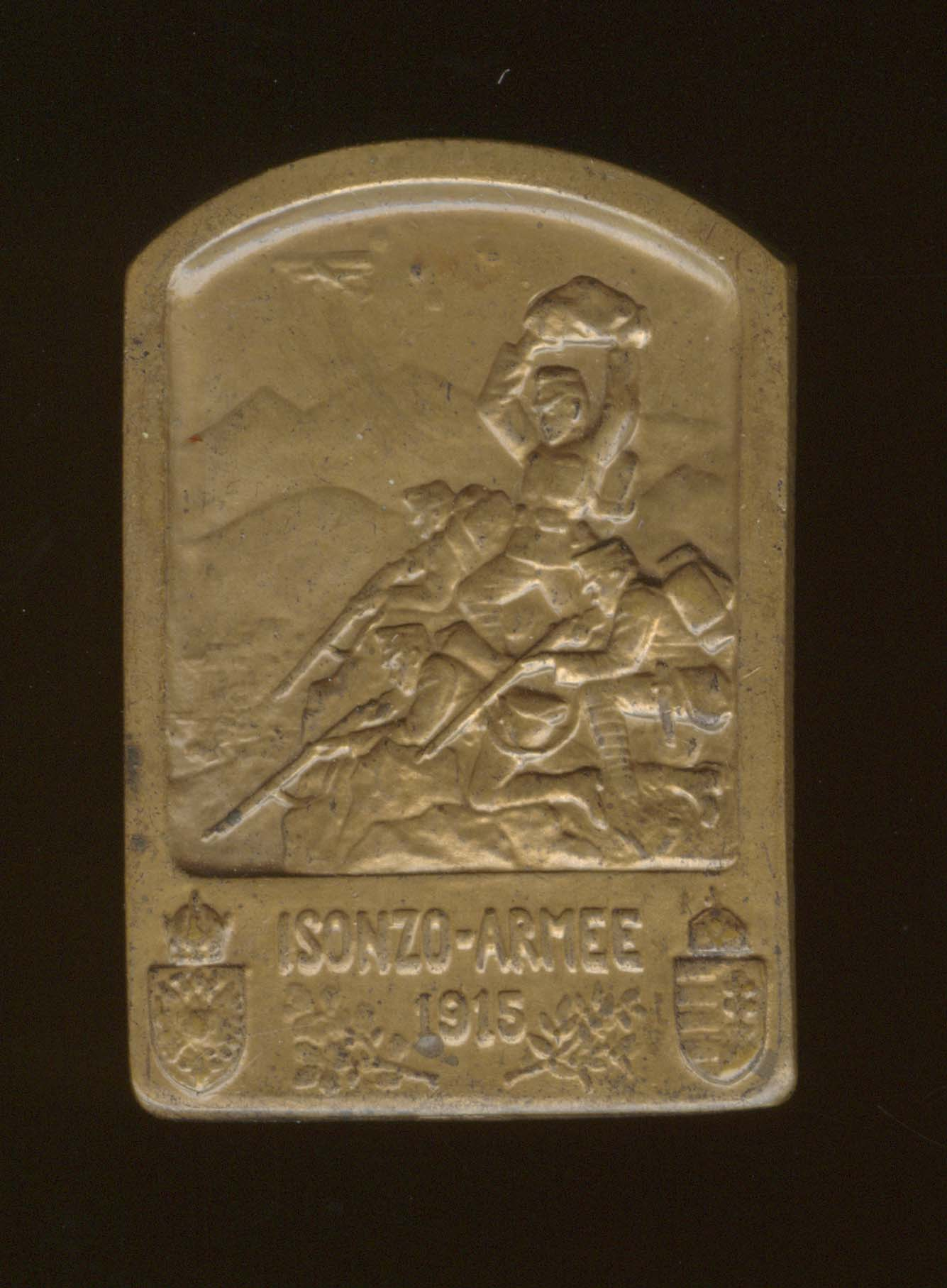
Kappenabzeichen austro-ungarico dell'Armata dell'Isonzo 1915

### Fronte di Tolmino
Lungo il fronte di Tolmino gli attacchi italiani si concentrarono sulla linea Sleme-Vodil, soprattutto sul Mrzli, dove ad un certo punto la vittoria italiana sembrava inevitabile ma la strenua difesa austro-ungarica privò gli avversari del successo tanto sperato.
Al termine di questa battaglia il generale Luigi Cadorna affermò:
(Luigi Cadorna)

## Sospensione delle operazioni
La tregua si instaurò con l'arrivo del primo freddo sulle montagne del Carso, spazzato dalla Bora, per il quale le operazioni militari si bloccarono del tutto per mancanza di equipaggiamenti e preparazione da ambo le parti (retaggio dell'idea che quella del 1915 sarebbe stata una Blitzkrieg e non una logorante guerra di posizione). Il 5 dicembre tutte le operazioni per il 1915 si conclusero, per riprendere nel marzo dell'anno seguente nella Quinta battaglia dell'Isonzo.

## Conclusione
L'Alto Comando austro-ungarico, preoccupato delle perdite nonostante l'afflusso al fronte di 12 divisioni di rinforzo, chiese per la prima volta l'aiuto dell'Impero tedesco, il quale ancora non era formalmente in guerra con l'Italia. Motivo, questo, che portò i tedeschi a intervenire sul Carso molto tempo dopo, non prima dell'Undicesima battaglia dell'Isonzo.

## Medaglie d'oro al valore militare
L'impresa delle "Frasche" e dei "Razzi" fu menzionata nella prima medaglia d'oro alla bandiera assegnata a ciascun reggimento della "Sassari" (Bollettino Ufficiale 12 agosto 1916, disp. 66). Il suo comandante generale Gabriele Berardi fu lo stesso insignito della medaglia d'oro con la seguente motivazione:
«Intrepido condottiero di una brigata di prodi, espugnatore di posizioni fortemente difese, instancabile animatore di fede, affermò col suo sangue il proprio valore, mentre nuovi ardimenti stava meditando. Altipiano Carsico, 10/14 novembre - 15 dicembre 1915.»